# Горушка (озеро)
Гору́шка (бел. Гару́шка) — озеро в Миорском районе Витебской области Белоруссии в бассейне реки Вята. Входит в группу Обстерновских озёр.

## Расположение
Озеро находится в 18 км к западу от города Миоры. На берегу располагается заброшенный хутор Горушка. В 1,6 км к северо-востоку находится деревня Нивники, в 1,1 км к юго-востоку — деревня Зачеревье.

## Общие сведения
Площадь зеркала составляет 18 га. Длина — 0,8 км, наибольшая ширина — 0,36. Наибольшая глубина — 6,9 м, средняя — 2,8. Объём воды — 0,5 млн м³. Высота над уровнем моря — 142,8 м.

## Описание
Берега котловины — до 5 м, на севере достигают 15 м. Пойма на западе и северо-востоке заболоченная, имеет ширину 50—100 м Зарастает Горушка незначительно.
Озеро вытянуто с северо-востока на юго-запад. Имеет неровную береговую линию. Длина береговой линии — 2,13 км.
Соединено ручьём с озером Обстерно, вытекающим с северо-востока Горушки. Этот же ручей через мелиорационный канал сообщается с озером Петкуны. На севере впадают 2 ручья.
Местность холмистая, местами поросшая кустарником и редколесьем. К западу от озера расположен обширный лесной массив.